# Bric Foltera
Il Bric Foltera (o Monte Foltera) è una montagna delle Alpi liguri alta 1193 m; si trova in provincia di Cuneo.

## Descrizione

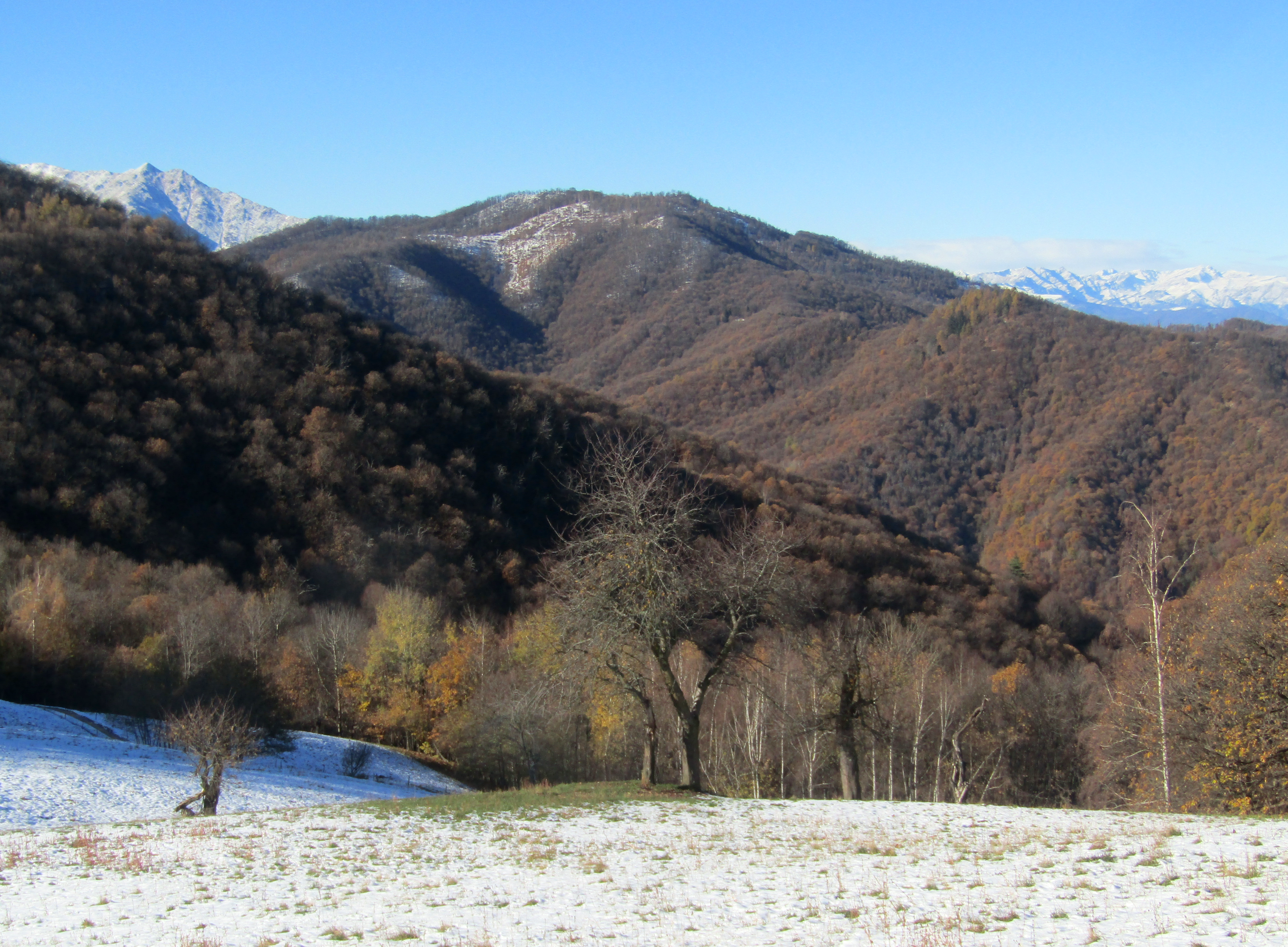
La montagna vista dal crinale Maudagna/Corsaglia

La montagna si trova sullo spartiacque Maudagna/Ellero; a sud il crinale prosegue con una sella  nei pressi delle Stalle del Castelletto, risale alla cima omonima, tocca il Colletto Merlatti e il Bric Miroglio, proseguendo poi in direzione della Cima Durand. Verso nord lo spartiacque perde quota e si esaurisce alla confluenza tra Mongia e Ellero, nei pressi di Villanova Mondovì. Amministrativamente la cima del Bric Foltera si trova sul confine tra i comuni di Frabosa Sottana (a est) e Roccaforte Mondovì. La zona è caratterizzata da fitti boschi con prevalenza di latifoglie, ma nei pressi della cima la vegetazione arborea si dirada e sono presenti alcuni affioramenti rocciosi. Sulla cima si trova una croce di vetta sorretta da un pilastrino in muratura e, poco lontano, una seconda croce metallica. La prominenza topografica del Bric Foltera è di 219 m, ed è data dalla differenza di quota tra la sua cima e il punto minimo rappresentato dal Colletto Merlatti (974 m).

## Geologia
Il Bric Foltera, come il Monte Pelato che si trova dalla parte opposta della Val Maudagna, è costituito principalmente da rocce quarzitiche che si sono trovate isolate dal corpo principale della Alpi Liguri a causa dei fenomeni erosivi.

## Accesso alla cima

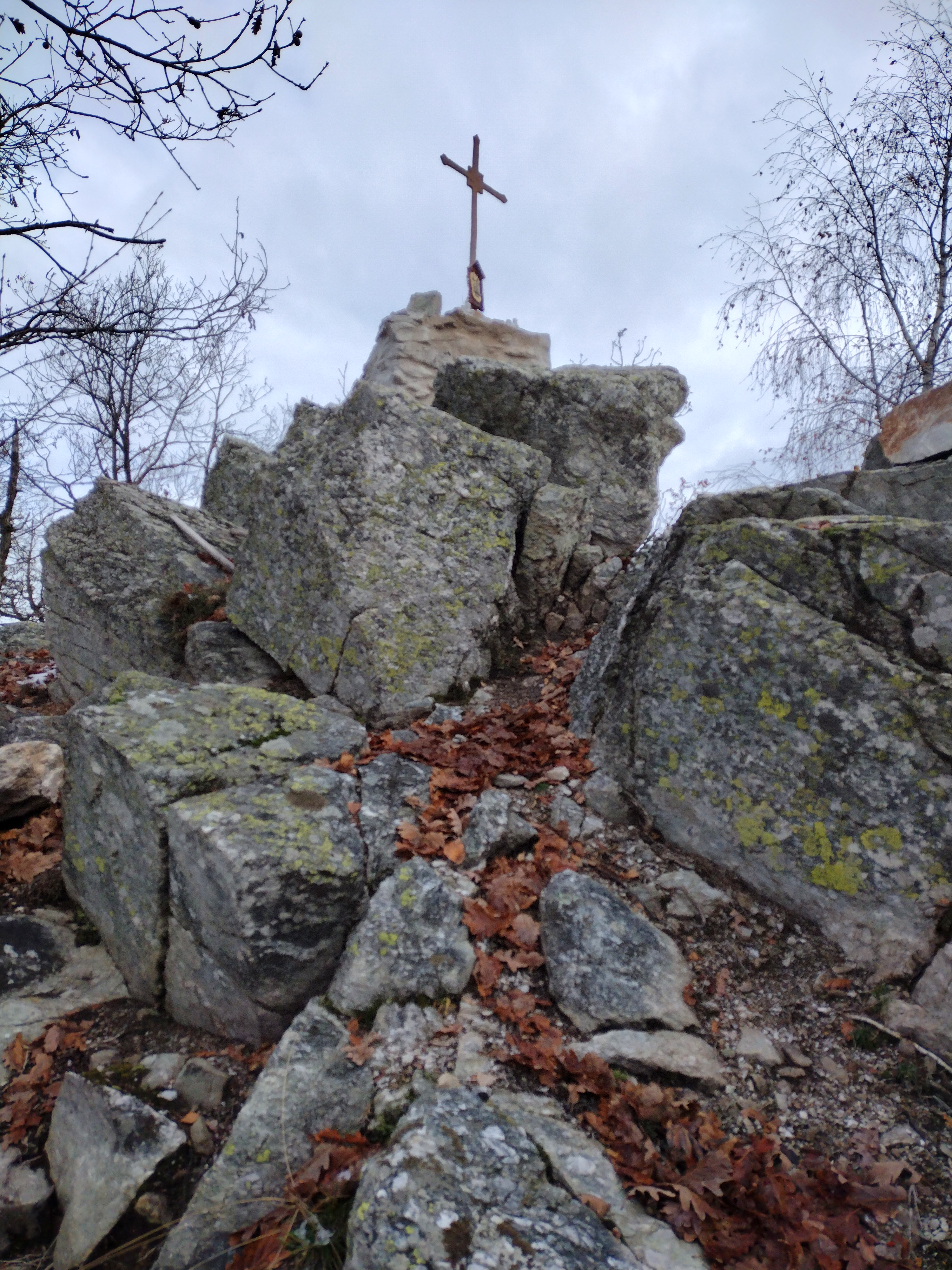
La croce di vetta

### Salita estiva
Si può salire alla cima del Bric Foltera con partenza da Miroglio, raggiungendo il crinale Maudagna/Ellero e seguendo poi la cresta sud del monte. Il panorama è molto vasto, vista la posizione avanzata rispetto al resto della catena alpina. La salita può essere accoppiata a quella alla vicina Cima Castelletto (di accesso meno facile) ed eventualmente anche alla Cima Friosa e al Bric Miroglio.

### Salita invernale
L'accesso al Bric Foltera con le ciaspole, data la bassa quota, è effettuabile solo di rado. Pur essendo a tratti complicata dalla fitta vegetazione, è apprezzata perché il pericolo di slavine è molto limitato.